# Portobuffolé
Portobuffolé (italià) (també conegut amb el nom oficial Portobuffolè) és un municipi de la província de Treviso. L'any 2007 tenia 838 habitants. Limita amb els municipis de Brugnera (PN), Gaiarine, Mansuè, Prata di Pordenone (PN)